# Kubātum
Kubātum war die Gemahlin des Šu-Sin, König der 3. Dynastie von Ur. Über ihre Herkunft ist wenig bekannt. Eine Amme des Königs mit dem Namen Kubātum ist in einem Text bezeugt, so dass vermutet wurde, die beiden Frauen seien identisch, was jedoch nicht vollends bewiesen ist. Kubātum trägt den Titel Königin (nin), ist aber auch einmal als Konkubine (lukur) belegt. Sie hatte mindestens eine Tochter, deren Name jedoch nicht überliefert ist. Es ist nicht bekannt, ob sie die Mutter des Thronfolgers Ibbi-Sin war.